# Rejon horecki
Rejon horecki (biał. Горацкі раён) – rejon we wschodniej Białorusi, w obwodzie mohylewskim.
Na terenie rejonu znajdują się m.in. wsie Lenino, Łuki, Żaułaczouka i pole bitwy pod Lenino (12-13 października 1943). 
Leży na terenie dawnego powiatu horeckiego.